# Bubanesvar
Bubanesvar (Bhubaneswar; em oriá: ଭୁବନେଶ୍ଵର Bhubanēsbara pronúnciaⓘ) é a capital do estado de Orissa, na Índia. É a capital do estado desde 1948.  Em 2011 tinha 837 737 habitantes.
A temperatura média varia entre os 15 °C no inverno e 40 °C a 45 °C no verão. A monção de sudeste começa em junho. A precipitação anual média é de 1500 mm, na maioria entre junho e outubro.
É uma cidade de história bem antiga. Sendo a maior do estado de Orissa, Bubanesvar é hoje um centro de importância religiosa e económica regional.

## Património
Bubanesvar é chamada "cidade dos templos". De facto, é um centro religioso importante desde tempos imemoriais, e tem um conjunto muito vasto de templos e complexos como o Templo de Liṅgarāja, e templos modernos também. Também há espaços para os jainistas. Entre os templos principais estão:
- Ananta Vasudeva, templo dedicado a Vishnu e que data do século XIII.
- Bindu Sagar, bacia que contém um pouco de todas as águas sagradas da Índia.
- Brahmesvara, templo de Shiva datado por inscrições do século XI.
- Khandagiri e Udayagiri, grutas jainistas do século I.
- Liṅgarāja, templo de Shiva cujo aspeto atual data do século XI.
- Mukteswara, templo de Shiva e que data do século X.
- Parasuramesvara, templo de Shiva e que data do século VII.
- Raja Rani, templo de Shiva e que data do século XI.
- Vaital Deul, templo à Deusa e que data de finais do século VIII, inícios do século IX.

A cidade faz parte, juntamente com Puri e Konarak, do chamado "triângulo de ouro" do estado de Orissa.